# Anna Hennersperger
Anna („Anni“) Hennersperger  (* 1955 in Niederbayern) ist eine deutsche römisch-katholische Theologin, Pastoralreferentin und Gemeindeberaterin. Sie war Leiterin des Instituts für Theologische und Pastorale Fortbildung Freising und Direktorin des Bischöflichen Seelsorgeamtes der Katholischen Kirche Kärnten.

## Leben
Aufgewachsen in Niederbayern, war sie 1976–1979 im ehrenamtlichen Landesvorstand der Katholischen Landjugendbewegung in Bayern tätig.
Sie studierte Religionspädagogik und Kirchliche Bildungsarbeit in München am damaligen Münchener Standort der Katholischen Universität Eichstätt-Ingolstadt. Später folgte ein Studium der Theologie (Fachtheologische Studienrichtung) in Wien (mit dem Abschluss Mag. theol.).
1981 – 1984 arbeitete sie als Bildungsreferentin an der Landvolkshochschule St. Gunter Niederaltaich, 1984 – 1986 war sie als Gemeindereferentin in Pfarrverband Ruhstorf tätig, 1986 – 1992 war sie Bildungsreferentin im bischöflichen Jugendamt Passau, später – nach ihrem Theologiestudium – Pastoralreferentin im Pfarrverband Eichendorf im Bistum Passau.
Seit 1987 arbeitete sie viele Jahre in der „Arbeitsgemeinschaft GemeindeBeratung und OrganisationsEntwicklung“ der Diözese Passau mit.
Von 1997 bis 2000 war sie in der Projektgruppe „Pastorale Entwicklung Passau“ (PEP) zur Erstellung des Passauer Pastoralplanes 2000 mit tätig.
Hennersperger promovierte 2002 in Wien (bei Paul M. Zulehner) im Fach Pastoraltheologie. Der Inhalt der Promotionsarbeit war die Auswertung der Passauer Daten der Priesterstudie 2000 (Personalentwicklung von Priestern). Anschließend arbeitete sie mit je halber Stelle als Pastoralreferentin in einer Passauer Stadtpfarrei und als Assistentin am Lehrstuhl für Dogmatik und Dogmengeschichte an der damaligen Kath. Theologischen Fakultät der Universität Passau. Die Fakultät gilt seit Beginn des Wintersemesters 2009 als „ruhend“ und ist als Department für Katholische Theologie in die Philosophische Fakultät integriert.
Vom 1. September 2004 wurde Anna Hennersperger durch die Bayerische Bischofskonferenz unter dem Vorsitz von Friedrich Wetter zur Leiterin des Instituts für Theologische und Pastorale Fortbildung Freising berufen. Als Leiterin des Instituts für Theologische und Pastorale Fortbildung Freising war sie verantwortlich für Angebote zur Fortbildung von Seelsorgerinnen und Seelsorgern im Gebiet der Bayerischen Bischofskonferenz. Ein Schwerpunkt lag u. a. dabei auf der von ihr geleiteten Ausbildung von Mitarbeitenden in der Gemeinde- und Organisationsberatung der bayerischen Bistümer.
Zum 1. September 2014 wurde Hennersperger von Bischof Alois Schwarz zur Leiterin des Bischöflichen Seelsorgeamtes der Katholischen Kirche Kärnten berufen. Diese Aufgabe nahm sie bis 1. September 2020 wahr.

## Werke

### Veröffentlichungen in Buchform
- Anni Hennersperger, Michael Hüttner, „Gemeinschaft feiern“. Ein Werkbuch für Jugendgottesdienste, Limburg 1994.
- Synodale Gemeindeleitung: pastoraltheologische Option für eine participatio actuosa pastoraler Beratungsgremien (Arbeitsstelle für Kirchliche Sozialforschung  Wien / AfkS-Dossier, Band 17), Graz, Wien 1999, ISBN 3-901908-15-3.
- mit Paul M. Zulehner, "Sie gehen und werden nicht matt" (Jes 40, 31). Priester in heutiger Kultur. Ergebnisse der Studie Priester 2000, Ostfildern 2001, ISBN 3-79661026-9.
- Ein ein(z)iges Presbyterium. Zur Personalentwicklung von Priestern. Amtstheologische Reflexionen zu Daten der Studie „Priester 2000“ (Erarbeitet im Ludwig-Boltzmann-Institut für Werteforschung (Religion und Solidarität) in Wien), Ostfildern 2002. (Hochschulschrift: Zugl.: Wien, Univ., Diss., 2002), ISBN 3-7966-1094-3.
- mit Paul M. Zulehner, Damit die Kirche nicht rat-los wird: Pfarrgemeinderäte für zukunftsfähige Gemeinden Ostfildern 2010, ISBN 978-3-7966-1504-7
- mit Paul M. Zulehner und Eckehard Roßberg, Mit Freuden ernten. Biblisches Saatgut für Zeiten und Prozesse des Übergangs, Ostfildern 2013, ISBN 978-3-7966-1622-8.

### Artikel
- mit Josef Fischer und Helmut A. Höfl, Roter Faden Vertrauen. Pastorale Entwicklungen im Bistum Passau. In: Isidor Baumgartner,  u. a. (Hrsg.): Den Himmel offen halten. Ein Plädoyer für Kirchenentwicklung in Europa, Innsbruck – Wien 2000, ISBN 3-7022-2292-8, S. 322–333.
- "Auf schönem Land fiel auch mir ein Anteil zu ..." (nach Ps 16, 6). Als Pastoralreferentin auf der Spur der pastoralen Berufung. In: Anzeiger für die Seelsorge Nr. 1 2002, S. 16–20.
- Ein spannendes Verhältnis. Wie die verschiedenen Typen von Pfarrern mit ihrem Pfarrgemeinderat klarkommen, in: Gemeinde creativ, (45) Nr. 5 2002, S. 7–10.
- mit Hermann Stinglhammer, Theologie treiben angesichts der Fragen der Zeit. Die Arbeit Karl Rahners in Wien (1939-1944) als Anstiftung und Schule des Denkens, in: Karl Rahner und Wien. Symposium zum 100. Geburtstag, 19. März – 21. März 2004 (= Schriften aus Lainz 16), S. 51–65.
- Kirchliche Veränderungsprozesse aktiv und partizipativ gestalten, in: Barbara Haslbeck (Hrsg.), Jörn Günther (Hrsg.): Wer hilft, wird ein anderer. Zur Provokation christlichen Helfens (Festschrift für Isidor Baumgartner), Berlin 2006, S. 363–372.
- L(i)ebenswert! Lernort Gemeinde: Werte und Entwicklung der kirchlichen Gemeinden, in: Kath. Bundesarbeitsgemeinschaft für Erwachsenenbildung, L(i)ebenswert! Lernort Gemeinde. Dokumentation der Fachtagung vom 10. – 11. Januar 2007, Bonn 2007, 59–68.
- Option Bildung: Zukunft gestalten – Desiderate zur kirchlichen Fortbildung in Zeiten des Wandels, in: Option Bildung. Beiträge zum 30-jährigen Bestehen des Instituts für Fort- und Weiterbildung der Kirchlichen Dienste in der Diözese Rottenburg-Stuttgart, Rottenburg 2008, 33–38.
- mit Helmut A. Höfl, Geistlich leiten. „Dein Stock und dein Stab lassen mich aufatmen“ (Ps 23,4) in: Lebendige Seelsorge 59 (2008) Heft 2, 113–118.
- Herkunft und Zukunft, in: Aurelia Spendel (Hrsg.): Glaubenskunst. Vom Reichtum christlicher Spiritualität, Ostfildern 2008, 7–16.

### Beiträge in liturgischen Arbeitshilfen und Predigtreihen, Meditationstexte
- Ich bin der Herr und Meister, in: Max Huber (Hrsg.): Ich bin die Auferstehung und das Leben. Neue Wortgottesdienste mit Predigten zu den „Ich-bin-Worten“, Freiburg i.Br. 1997, 80–84.
- Wer hätte das zu träumen gewagt? in: Wolfgang Tripp (Hrsg.): Wo Himmel und Erde sich verbünden. Wege zur Menschwerdung. Ein Begleiter zum Advent, Ostfildern 2004, 38–41.
- Das bittere Schluchzen, in: Anton Seeberger (Hrsg.): Es strömt ein wunderbarer Segen. Ein Begleiter für Advent und Weihnachten, mit Bildern von Sigmunda May, Ostfildern 2006, 46–49.
- Grenzenloses Leben im Übermaß. Betrachtung zu GL 621, in: Beate Jammer (Hrsg.): Dem Ostermorgen entgegen. Ansprachen und Predigten für die Fastenzeit und Ostern, Ostfildern 2007, 92–94.
- Als Grenzgänger der Hoffnung auf dem Weg zum Leben – Ostermontag, in: Beate Jammer (Hrsg.): Dem Ostermorgen entgegen. Ansprachen und Predigten für die Fastenzeit und Ostern, Ostfildern 2007, 130–132.
- Glauben und verwurzelt sein, in: Wolfgang Tripp (Hrsg.): Macht hoch die Tür. Meditationen zum Advent, Ostfildern 2007, 21–23.
- Ist das Fegefeuer abgeschafft? Zur christlichen Vorstellung vom Purgatorium, in: Christiane Bundschuh-Schramm, Dirk Steinfort (Hrsg.): Rede und Antwort stehen. Predigten zu unbequemen Themen des Glaubens, Ostfildern 2008, 16–19.

### Beiträge inWortGottesFeiern
jeweils in: Beate Jammer, u. a. (Hrsg.), WortGottesFeiern, Ostfildern, ISSN 1612-5975:
- Gott unablässig beim Wort nehmen. 29. Sonntag im Jahreskreis (17. Oktober 2004), 1. Jahrgang, 2004, Nr. 5, Lesejahr C, S. 771–783.
- Bei Gott darf alles gedeihen und ausreifen. 16. Sonntag im Jahreskreis (17. Juli 2005), 2. Jahrgang, 2005, Nr. 4, Lesejahr A, S. 601–614.
- Wer Gott sucht, geht unter einem guten Stern. Erscheinung des Herrn (6. Januar 2006), 3. Jahrgang, 2006, Nr. 1, Lesejahr B, S. 19–33.
- Sterben, um zu leben. Fünfter Fastensonntag (2. April 2006), 3. Jahrgang Nr. 2, Lesejahr B, S. 251–264.
- Die Regeln der Welt auf den Kopf stellen. 29. Sonntag im Jahreskreis (15. Oktober 2006), 3. Jahrgang, Nr. 5, 2006, Lesejahr B, S. 839–854.
- Unsere Zeit in seinen Händen. Neujahr (1. Januar 2007), 4. Jahrgang Nr. 1, Lesejahr C, S. 7–21.
- Es nehme sich eins um das andere an. Sechster Sonntag der Osterzeit (13. Mai 2007), 4. Jahrgang, Nr. 3, 2007, Lesejahr C, S. 407–422. Online verfügbar
- Der Trost: die Muttersprache Gottes. 14. Sonntag im Jahreskreis (8. Juli 2007), 4. Jahrgang Nr. 4, 2007, Lesejahr C, S. 569–583.
- Freuet euch sehr – schon ist nahe der Herr. Dritter Adventsonntag (16. Dezember 2007), 4. Jahrgang, Nr. 6, Lesejahr C, S. 1015–1029. Online verfügbar
- Gottes geliebte Söhne und Töchter. Taufe des Herrn (13. Januar 2008), 5. Jahrgang, Nr. 1, 2008, Lesejahr A, S. 45–60.
- Gottes Erntehelfer und -helferinnen sein. 11. Sonntag im Jahreskreis  (15. Juni 2008), 5. Jahrgang, 2008, Nr. 3, Lesejahr A, S. 507–521. Online verfügbar
- Jesus lässt aufatmen. 14. Sonntag im Jahreskreis (6. Juli 2008), 5. Jahrgang, Nr. 4, 2008, Lesejahr A, S. 555–568.
- Wesentlich werden – Prioritäten setzen. 16. Sonntag im Jahreskreis (18. Juli 2010), 7. Jahrgang, Nr. 4, 2010, Lesejahr C.
- Wissen, wo man hingehört. Fest der Heiligen Familie, 10. Jahrgang, Nr. 6, 2013, Lesejahr A. Online verfügbar.
- Die starken Seiten der Verschiedenheit. Hochfest Hl. Petrus und Hl. Paulus – Am Tag, 11. Jahrgang, Nr. 4, 2014, Lesejahr A-B-C. Online verfügbar.